# Cardiophorus elongatissimus
Cardiophorus elongatissimus là một loài bọ cánh cứng trong họ Elateridae. Loài này được Escalera miêu tả khoa học năm 1914.